# Vivian Yusuf
Vivian Aminu Yusuf (sinh ngày 8 tháng 8 năm 1983) là một judoka người Nigeria, người chơi cho hạng mục nửa hạng nặng. Cô đã giành được hai huy chương bạc tại Đại hội Thể thao toàn châu Phi năm 2007 tại Algiers, Algeria và tại Giải vô địch Judo châu Phi 2008 ở Agadir, Morocco, cả hai đều thua Houda Miled của Tunisia trong trận đấu cuối cùng.
Yusuf đại diện Nigeria tại Thế vận hội Mùa hè 2008 ở Bắc Kinh, nơi cô thi đấu cho hạng cân nặng nửa người phụ nữ (78   Kilôgam). Cô đã nhận được một lời tạm biệt cho vòng sơ khảo thứ hai, trước khi thua Heide Wollert của Đức, người có thể ghi một ippon tự động sau ba mươi bảy giây.